# Reggaetón
A reggaetón gyökerei a panamai reggae-zenéből származnak.
Egyfajta városi zene, amely az 1990-es évek elején vált népszerűvé az amerikai fiatalok körében. Ezután 2004-ben terjedt át Észak-Amerikába, Európába, majd Ázsiába. A panamai reggaeből fokozatosan alakult ki ez az új zenei stílus. A reggaetón a nyugat-indiai, a reggae és a dancehall zenét ötvözi a latin-amerikai stílusokkal, mint a bomba, plena, salsa, merengue, latin pop, cumbia, bachata a hiphop és a kortárs R&B. A reggaetónt befolyásolta a hiphop és jamaicai dancehall, de hiba lenne a reggaetónt úgy definiálni, mint az előbb említett műfajok spanyol vagy latin változata. A reggaetónnak megvannak a maga sajátos ütem- és ritmusjellemzői.
Létezik egy folyamat, amely során a jamaicai zene különvált a többi latin zenei stílusoktól, de a legfontosabb előremozdulást a Panama-csatorna építése váltotta ki. A jamaicai népesség nagy része a XX. század kezdetén kitelepült Panamába, hogy dolgozhasson a csatorna építésében. Még ma is kérdéses, hogy a melyik ország a reggaetón származási helye: Panama vagy Puerto Rico. Bár nyilvánvaló, hogy történelmileg a reggaetón létrejötte szorosan kötődik Panamához, mégis a legnépszerűbb reggaetón zenészek Puerto Ricó-i származásúak.
A hiphop, a rap és a reggae keverékeként a reggaetón megmozgatta a Puerto Ricóban, a Dominikai Köztársaságban, Venezuelában és USA latin-kulturális központjaiban élő ifjúság képzeletvilágát. Ennek hatására a reggaetón fokozott elterjedésével egyre inkább a Puerto Ricó-i eredet terjedt el a köztudatban.

## Ismertebb előadók
Alexis & Fido  •  Baby Rasta & Gringo  •  Calle 13  •  Daddy Yankee  •  Don Omar  •  Héctor "El Father"  •  Tego Calderón  •  Tito "El Bambino"  •  Toby Love  •  Voltio  •  Wibal & Alex  •  Wisin & Yandel  •  Yaga & Mackie  •  Zion & Lennox  •  Ivy Queen  •  Arcangel  •  Cosculluela  •  Kendo Kaponi  •  Tony Dize  •  Plan B  •  RKM & Ken-Y  •  J. Alvarez  •  Reykon El Lider  •  Ñengo Flow  •  Farruko  •  Wise  •  Jowell & Randy  •  Nova y Jory  •  J Balvin  • 
Ranking Stone  •  John Eric  • 
Johnny Prez  •  Pedro Prez  • 
Nicky Jam  •  Gente De Zona  • 
Eddy-K  •  El Medico  •  El Rubiote  •  Don Miguelo  •  Maluma

## Fordítás
- Ez a szócikk részben vagy egészben  a   Reggaeton című angol Wikipédia-szócikk fordításán alapul.  Az eredeti cikk szerkesztőit annak laptörténete sorolja fel. Ez a jelzés csupán a megfogalmazás eredetét és a szerzői jogokat jelzi, nem szolgál a cikkben szereplő információk forrásmegjelöléseként.